# Giovanni Vincenzo Gonzaga
Giovanni Vincenzo Gonzaga (ur. 8 grudnia 1540 w Palermo, zm. 23 grudnia 1591 w Rzymie) – włoski duchowny rzymskokatolicki, kardynał od 1578.

## Życiorys
Był synem Ferrante Gonzagi i Isabelli di Capua; jego bratem był kardynał Francesco Gonzaga. W młodości wstąpił do zakonu szpitalników i został przeorem w Barletcie. 21 lutego 1578 został kreowany kardynałem i otrzymał diakonię San Giorgio in Velabro. Od 1583 był kardynałem diakonem Santa Maria in Cosmedin, a 1585, kiedy to diakonia została podniesiona do wyższej rangi – kardynałem prezbiterem Santa Maria in Cosmedin. W 1587 roku otrzymał tytuł kardynała prezbitera Santi Bonifacio e Alessio. Uczestniczył w czterech kolejnych konklawe: w 1585, pierwszym w 1590, drugim w 1590 i w 1591. Zmarł w Rzymie i tamże został pochowany.